# Vendhuile
Vendhuile est une commune française située dans le département de l'Aisne, en région Hauts-de-France.

## Géographie
Le hameau de La Terrière, situé à 5 km au nord-est, qui comprend une quarantaine de maisons et une église, fait partie de Vendhuile pour 1/4  et le reste est sur la commune de Honnecourt-sur-Escaut  (Nord).

### Communes limitrophes
|               | Honnecourt-sur-Escaut (Nord) | Aubencheul-aux-Bois |
| Epehy (Somme) | Vendhuile                    | Gouy                |
| Lempire       | Bony                         |                     |

### Hydrographie

#### Réseau hydrographique
La commune est située dans le bassin Artois-Picardie. Elle est drainée par le canal de St-Quentin bief de partage de l'écluse 18 Lesdins à l'écluse 17 Bosquet, le Champ Luseaux et un autre petit cours d'eau.
Le canal de Saint-Quentin, long de 92,5 km, assure la jonction entre l'Oise, la Somme et l'Escaut et met en relation le Bassin parisien, le Nord de la France et la Belgique. La commune est traversée par le bief de partage.

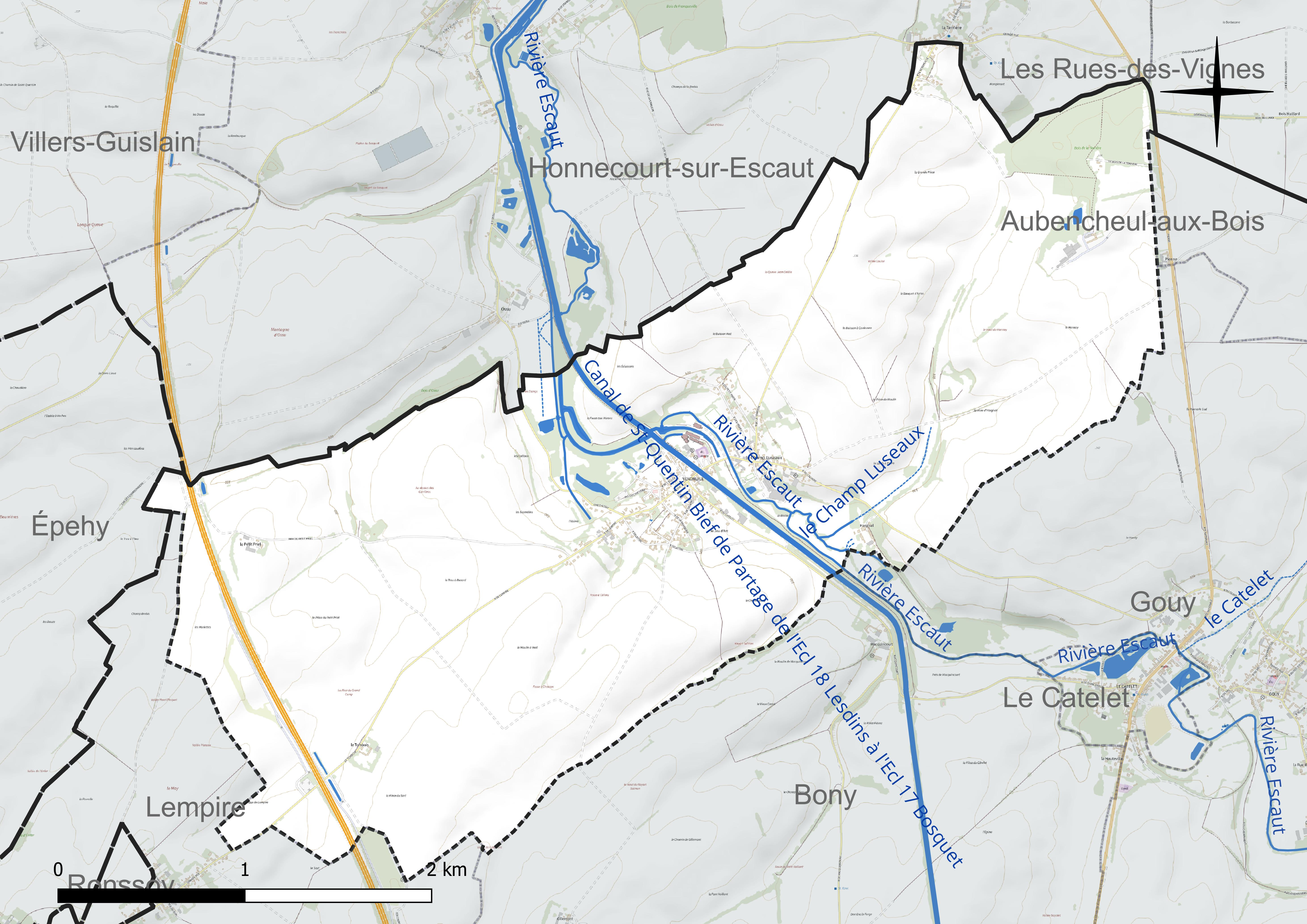
Réseau hydrographique de Vendhuile.

#### Gestion et qualité des eaux
Le territoire communal est couvert par le schéma d'aménagement et de gestion des eaux (SAGE) « Escaut ». Ce document de planification concerne un territoire de 2 005 km2 de superficie, délimité par le bassin versant de l'Escaut. Le périmètre a été arrêté le 9 juin 2006 et le SAGE proprement dit a été approuvé le 13 juillet 2021. La structure porteuse de l'élaboration et de la mise en œuvre est le syndicat mixte Escaut et Affluents (SyMEA).
La qualité des cours d'eau peut être consultée sur un site dédié géré par les agences de l'eau et l'Agence française pour la biodiversité.

### Climat
Pour des articles plus généraux, voir Climat des Hauts-de-France et Climat de l'Aisne.
En 2010, le climat de la commune est de type climat océanique dégradé des plaines du Centre et du Nord, selon une étude du CNRS s'appuyant sur une série de données couvrant la période 1971-2000. En 2020, Météo-France publie une typologie des climats de la France métropolitaine dans laquelle la commune est exposée à un climat océanique et est dans la région climatique Nord-est du bassin Parisien, caractérisée par un ensoleillement médiocre, une pluviométrie moyenne régulièrement répartie au cours de l'année et un hiver froid (3 °C).
Pour la période 1971-2000, la température annuelle moyenne est de 10 °C, avec une amplitude thermique annuelle de 15,4 °C. Le cumul annuel moyen de précipitations est de 746 mm, avec 12,5 jours de précipitations en janvier et 9,3 jours en juillet. Pour la période 1991-2020, la température moyenne annuelle observée sur la station météorologique la plus proche, située sur la commune d'Épehy à 6 km à vol d'oiseau, est de 10,6 °C et le cumul annuel moyen de précipitations est de 752,8 mm,. Pour l'avenir, les paramètres climatiques de la commune estimés pour 2050 selon différents scénarios d'émission de gaz à effet de serre sont consultables sur un site dédié publié par Météo-France en novembre 2022.

## Urbanisme

### Typologie
Au 1er janvier 2024, Vendhuile est catégorisée commune rurale à habitat dispersé, selon la nouvelle grille communale de densité à 7 niveaux définie par l'Insee en 2022.
Elle est située hors unité urbaine. Par ailleurs la commune fait partie de l'aire d'attraction de Saint-Quentin, dont elle est une commune de la couronne,. Cette aire, qui regroupe 120 communes, est catégorisée dans les aires de 50 000 à moins de 200 000 habitants,.

### Occupation des sols
L'occupation des sols de la commune, telle qu'elle ressort de la base de données européenne d'occupation biophysique des sols Corine Land Cover (CLC), est marquée par l'importance des territoires agricoles (92,3 % en 2018), une proportion identique à celle de 1990 (92,3 %). La répartition détaillée en 2018 est la suivante : 
terres arables (86,2 %), prairies (5,7 %), zones urbanisées (5 %), forêts (2,6 %), zones agricoles hétérogènes (0,5 %).
L'évolution de l'occupation des sols de la commune et de ses infrastructures peut être observée sur les différentes représentations cartographiques du territoire : la carte de Cassini (XVIIIe siècle), la carte d'état-major (1820-1866) et les cartes ou photos aériennes de l'IGN pour la période actuelle (1950 à aujourd'hui).

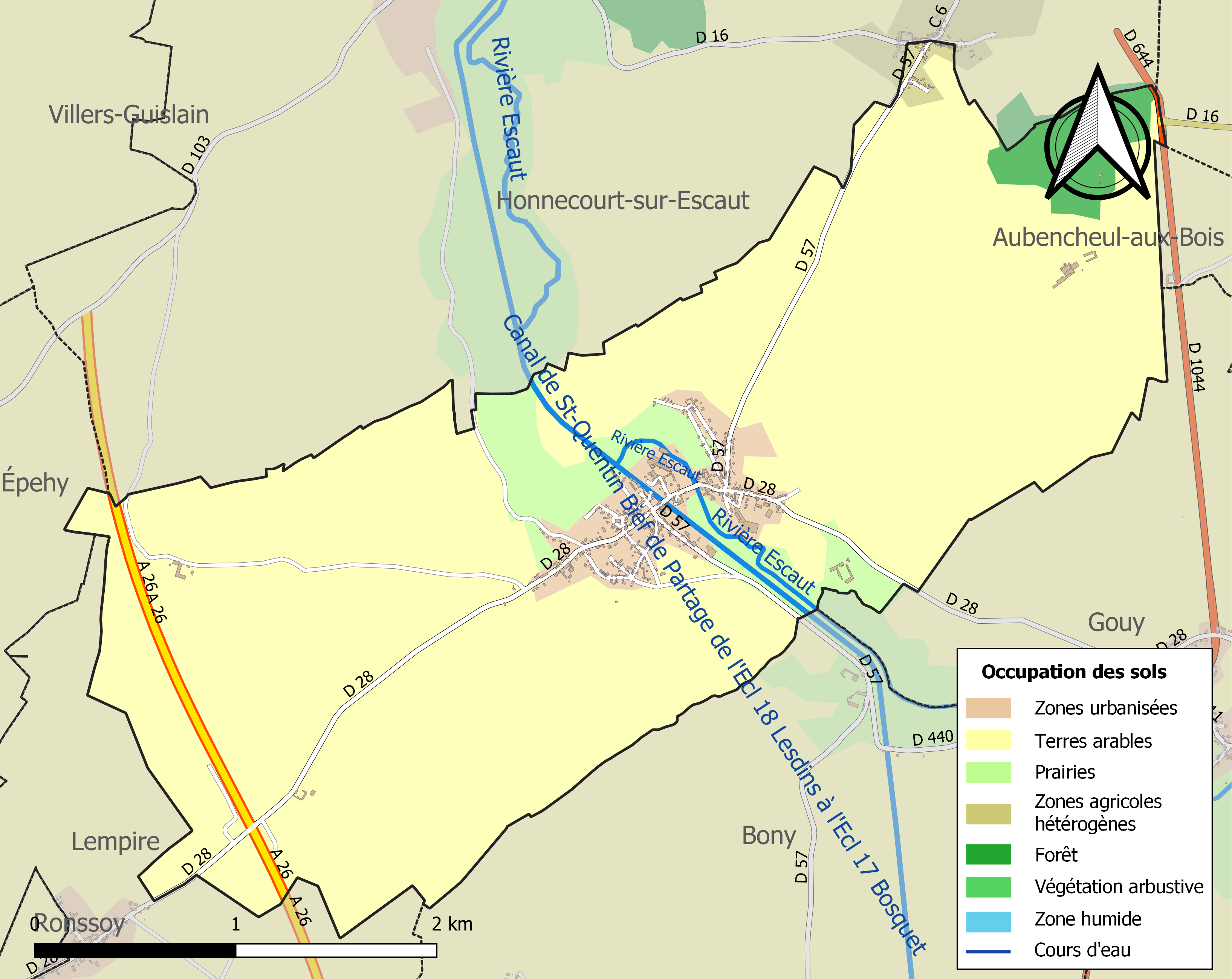
Carte de l'occupation des sols de la commune en 2018 (CLC).

## Toponymie
Venduile apparaît en 1148 sous le nom de Vendulia dans un cartulaire de l'abbaye du Mont-Saint-Martin puis Vendulium, Venduile, Venduille, Venduile-en-l'Empire, Vendhuille-Cambrésis, Vendhuille sur Cambrésis, Vendhuille (avec 2 ll) sur la carte de Cassini vers 1750, et l'orthographe actuelle Vendhuile à la fin du XVIIIe siècle.

Vendhuile est certainement un Vendeuil. Vendhuile serait d'origine gauloise, son nom serait la contraction de deux mots celtes : Windo qui signifie « blanc » et Olialos qui signifie « clairière ». Vendhuile signifierait donc la « blanche clairière ». 
Une autre hypothèse laisserait aux Vandales, peuple barbare, la création du village au moment des invasions des IVe et Ve siècles après Jésus Christ. Dans ce cas, Vendhuile tirerait son nom de la déformation du mot vandale.

## Histoire
|  |

La carte de Cassini ci-contre montre que Vendhuile  était située sur l'Escaut. Un moulin à eau symbolisé par une roue dentée était implanté sur la rivière.
Au nord, La Terrière est un hameau sans église.

## Politique et administration

### Découpage territorial
La commune de Vendhuile est membre de la communauté de communes du Pays du Vermandois, un établissement public de coopération intercommunale (EPCI) à fiscalité propre créé le 31 décembre 1993 dont le siège est à Bellicourt. Ce dernier est par ailleurs membre d'autres groupements intercommunaux.
Sur le plan administratif, elle est rattachée à l'arrondissement de Saint-Quentin, au département de l'Aisne et à la région Hauts-de-France. Sur le plan électoral, elle dépend du  canton de Bohain-en-Vermandois pour l'élection des conseillers départementaux, depuis le redécoupage cantonal de 2014 entré en vigueur en 2015, et de la deuxième circonscription de l'Aisne  pour les élections législatives, depuis le dernier découpage électoral de 2010.

### Administration municipale
| Période                                  | Période                       | Identité           | Étiquette | Qualité                                    |
| ---------------------------------------- | ----------------------------- | ------------------ | --------- | ------------------------------------------ |
| Les données manquantes sont à compléter. |                               |                    |           |                                            |
| mars 1995                                | mars 2014                     | Philippe Cornaille | SE        |                                            |
| mars 2014                                | En cours (au 14 juillet 2020) | Xavier Passet      | SE        | Agriculteur Réélu pour le mandat 2020-2026 |

## Démographie

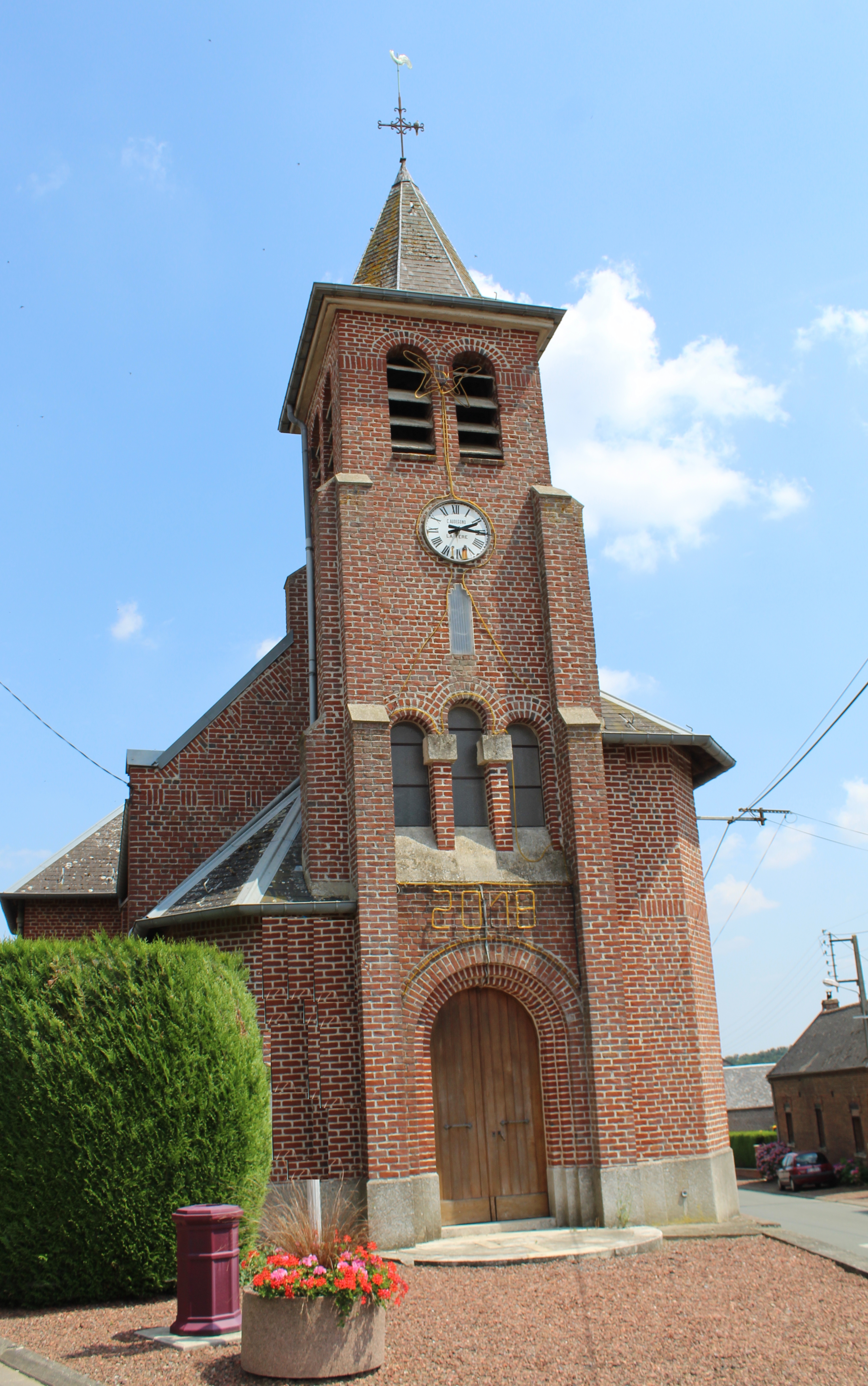
L'église de La Terrière.

L'évolution du nombre d'habitants est connue à travers les recensements de la population effectués dans la commune depuis 1793. Pour les communes de moins de 10 000 habitants, une enquête de recensement portant sur toute la population est réalisée tous les cinq ans, les populations de référence des années intermédiaires étant quant à elles estimées par interpolation ou extrapolation. Pour la commune, le premier recensement exhaustif entrant dans le cadre du nouveau dispositif a été réalisé en 2008.

En 2022, la commune comptait 574 habitants, en évolution de +2,32 % par rapport à 2016 (Aisne : −1,97 %, France hors Mayotte : +2,11 %).
| 1793 | 1800 | 1806 | 1821  | 1831  | 1836  | 1841  | 1846  | 1851  |
| ---- | ---- | ---- | ----- | ----- | ----- | ----- | ----- | ----- |
| 878  | 883  | 927  | 1 025 | 1 262 | 1 343 | 1 354 | 1 443 | 1 457 |

| 1856  | 1861  | 1866  | 1872  | 1876  | 1881  | 1886  | 1891  | 1896  |
| ----- | ----- | ----- | ----- | ----- | ----- | ----- | ----- | ----- |
| 1 588 | 1 878 | 1 950 | 1 855 | 1 732 | 1 833 | 1 781 | 1 681 | 1 692 |

| 1901  | 1906  | 1911  | 1921 | 1926 | 1931 | 1936 | 1946 | 1954 |
| ----- | ----- | ----- | ---- | ---- | ---- | ---- | ---- | ---- |
| 1 612 | 1 619 | 1 548 | 496  | 736  | 678  | 674  | 642  | 837  |

| 1962 | 1968 | 1975 | 1982 | 1990 | 1999 | 2006 | 2008 | 2013 |
| ---- | ---- | ---- | ---- | ---- | ---- | ---- | ---- | ---- |
| 695  | 604  | 537  | 480  | 450  | 476  | 504  | 511  | 541  |

| 2018 | 2022 | - | - | - | - | - | - | - |
| ---- | ---- | - | - | - | - | - | - | - |
| 552  | 574  | - | - | - | - | - | - | - |

## Lieux et monuments
- Église Saint-Martin de Vendhuile, reconstruite après la guerre 1914-1918.
- Unicorn Cemetery (cimetière de la Licorne), cimetière militaire de la Commonwealth War Graves Commission.
- Monument aux morts.

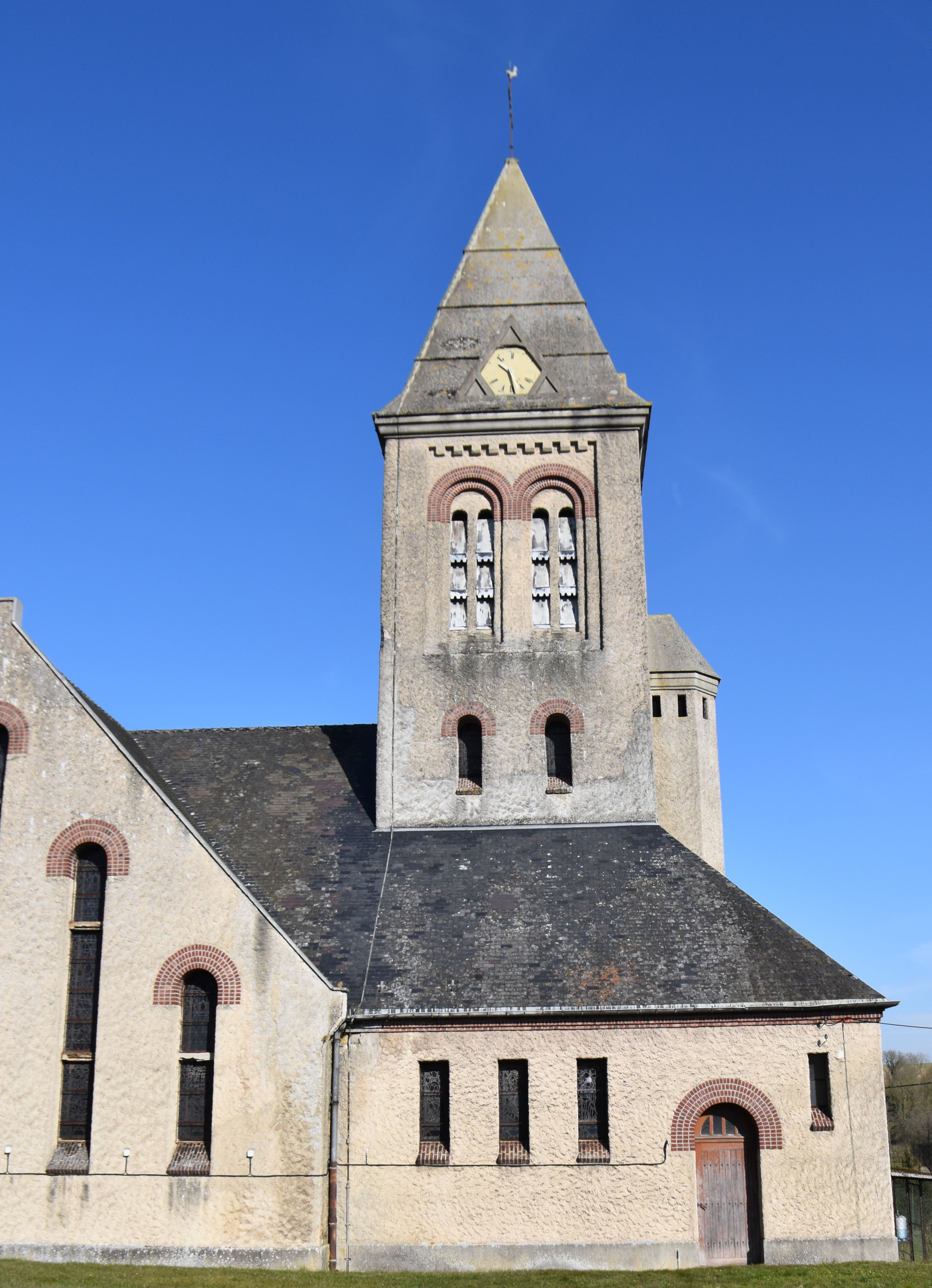
Église Saint-Martin.
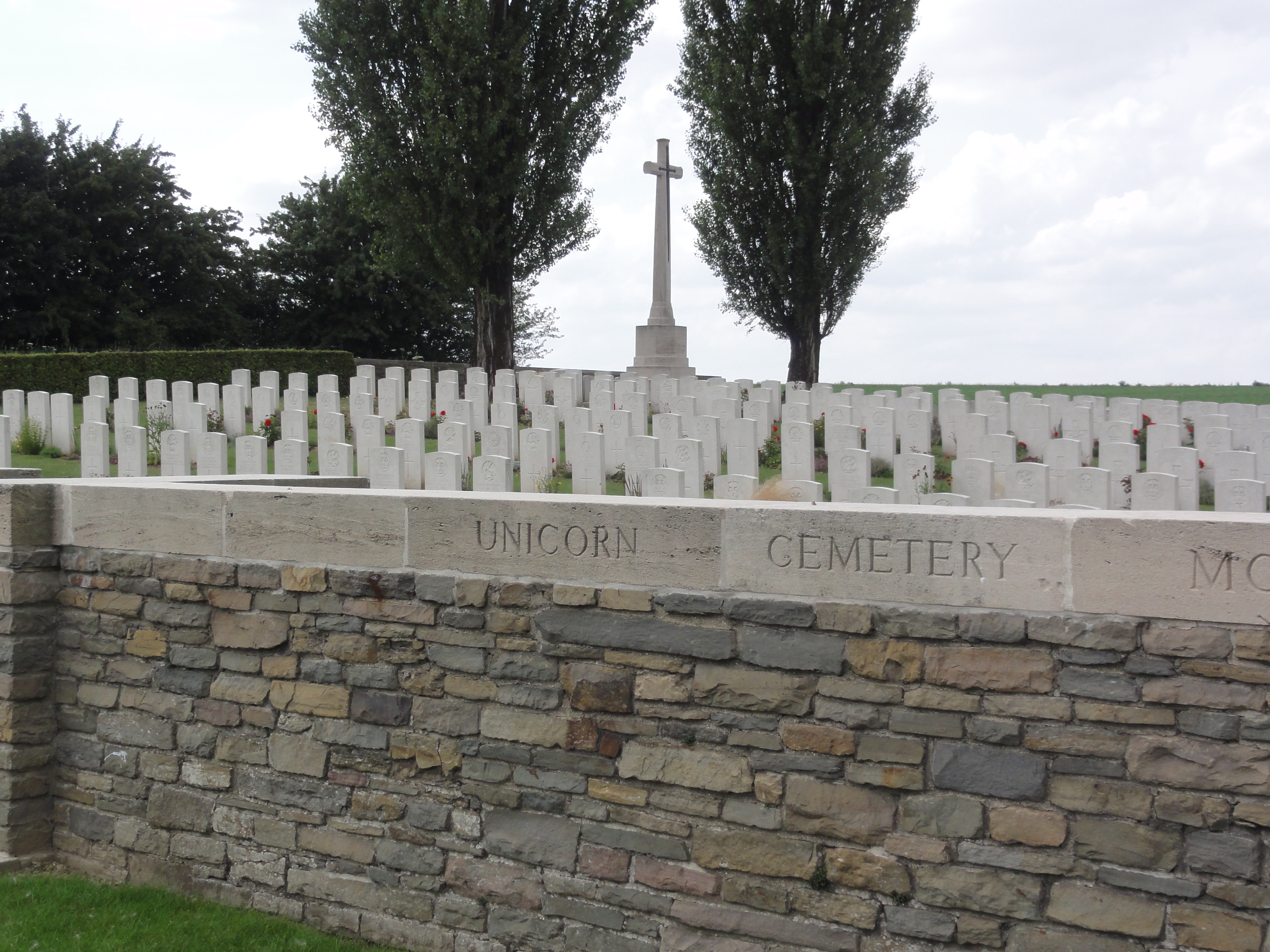
Unicorn Cemetery.
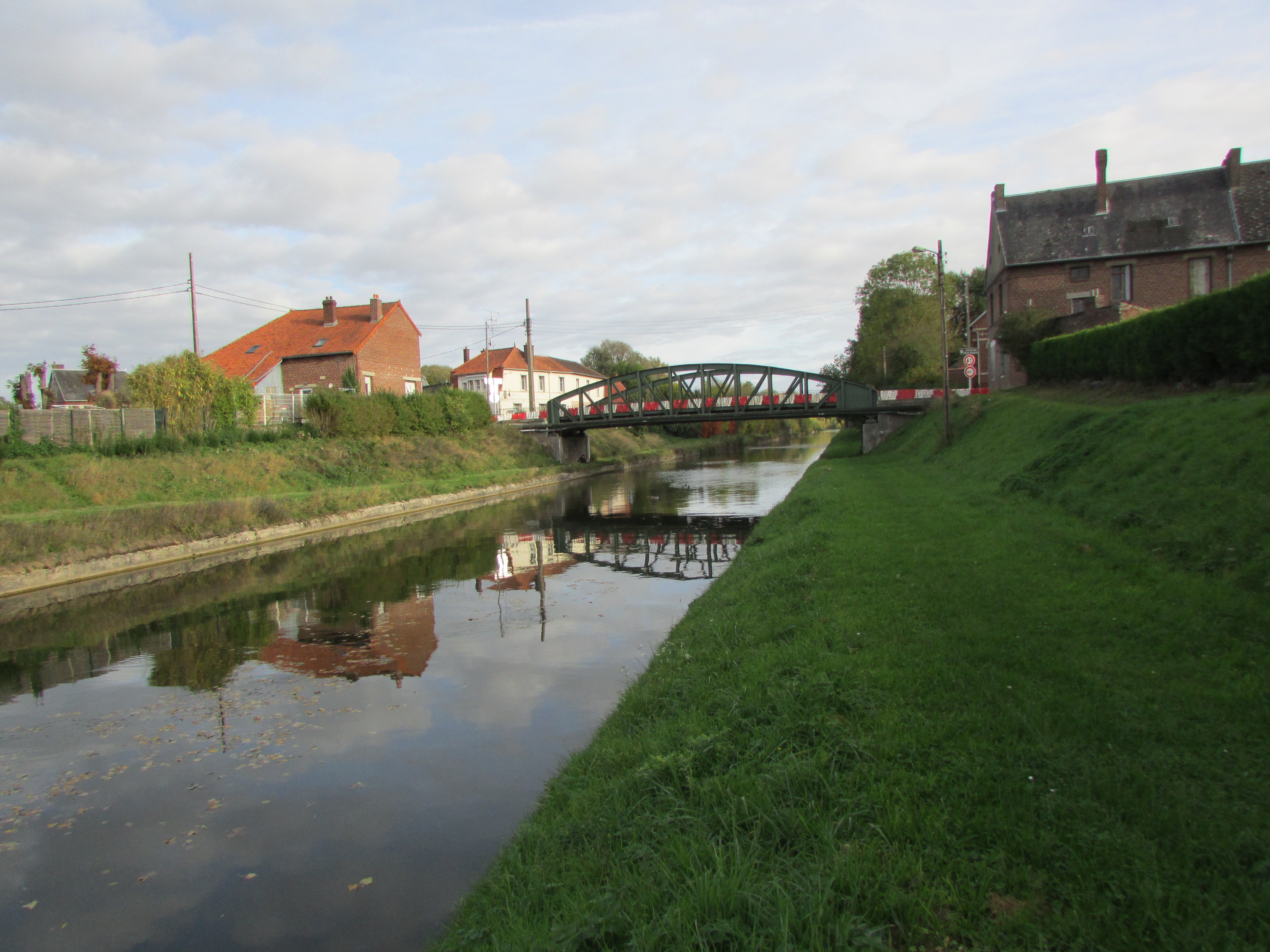
Le pont sur le canal de Saint-Quentin.
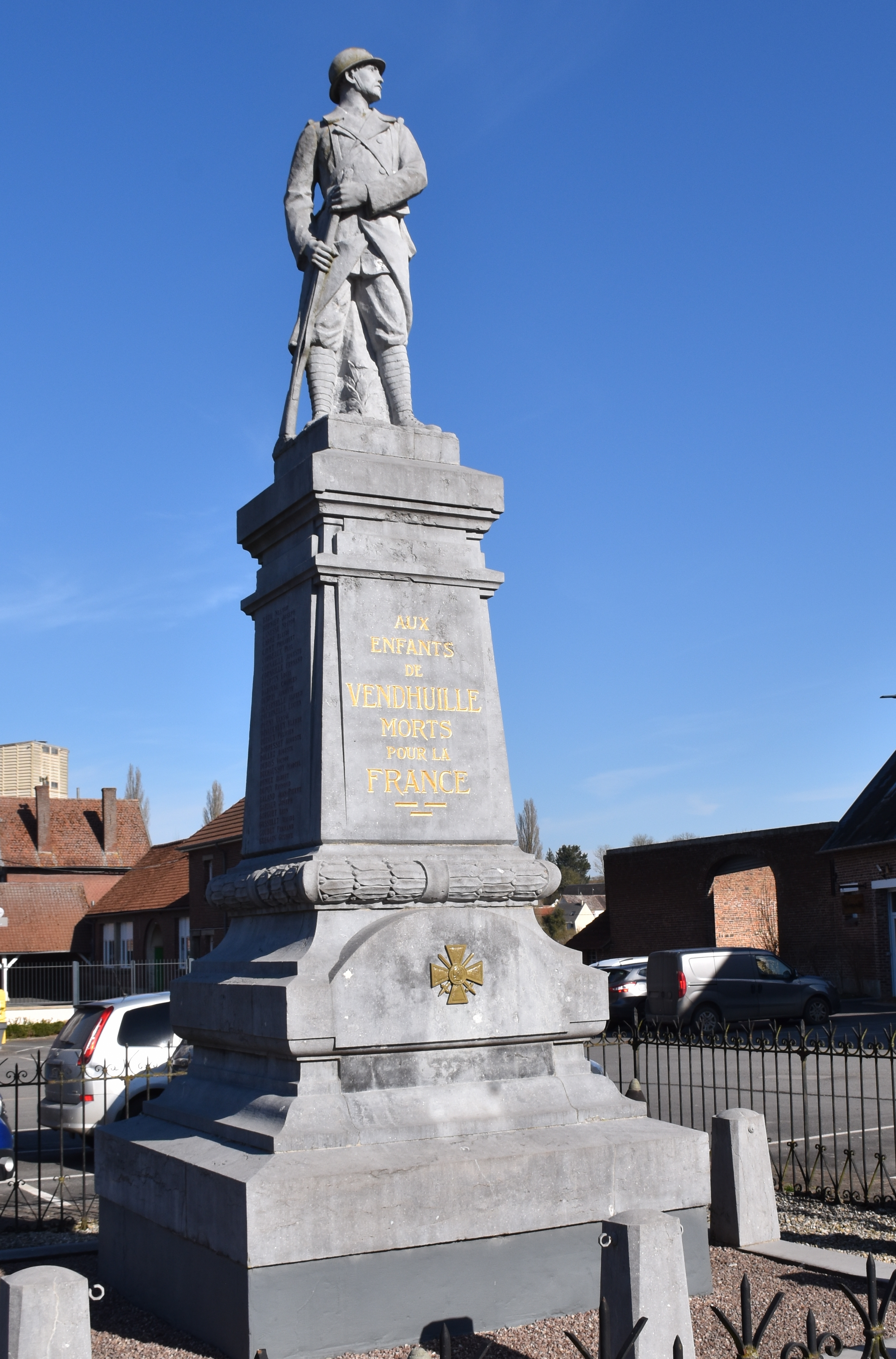
Le monument aux morts

### Cartes postales anciennes

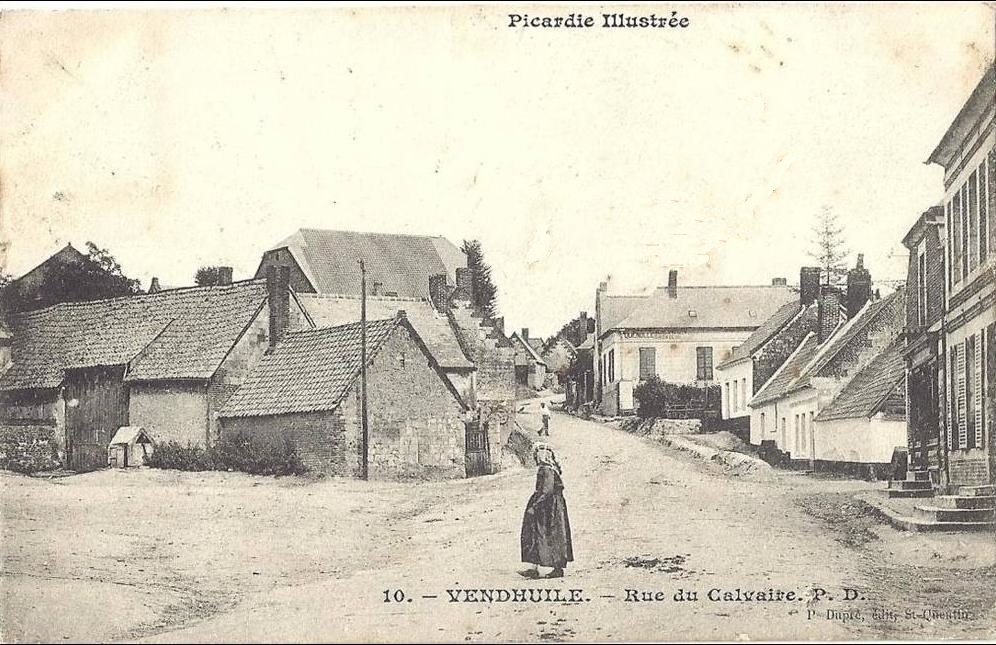
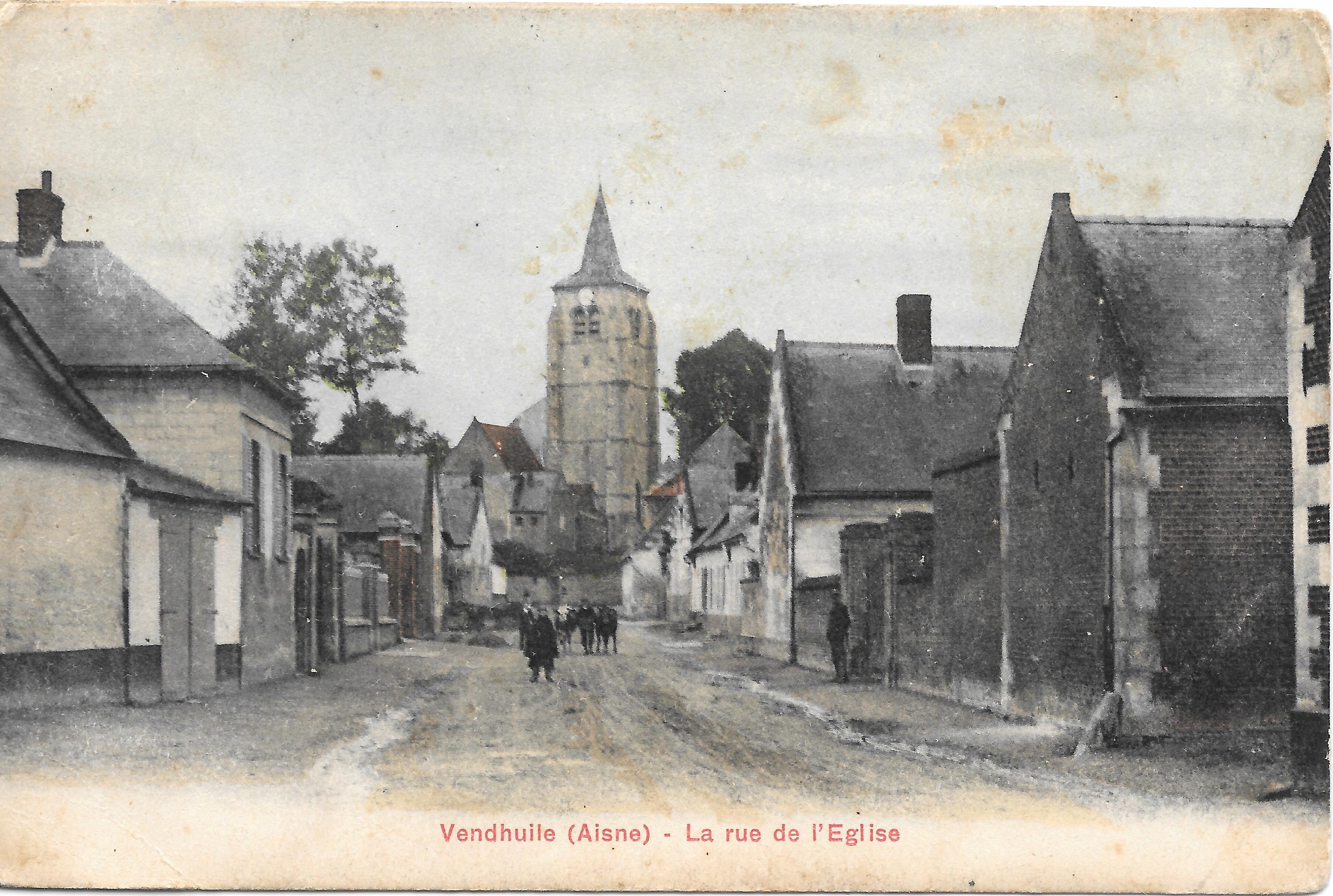
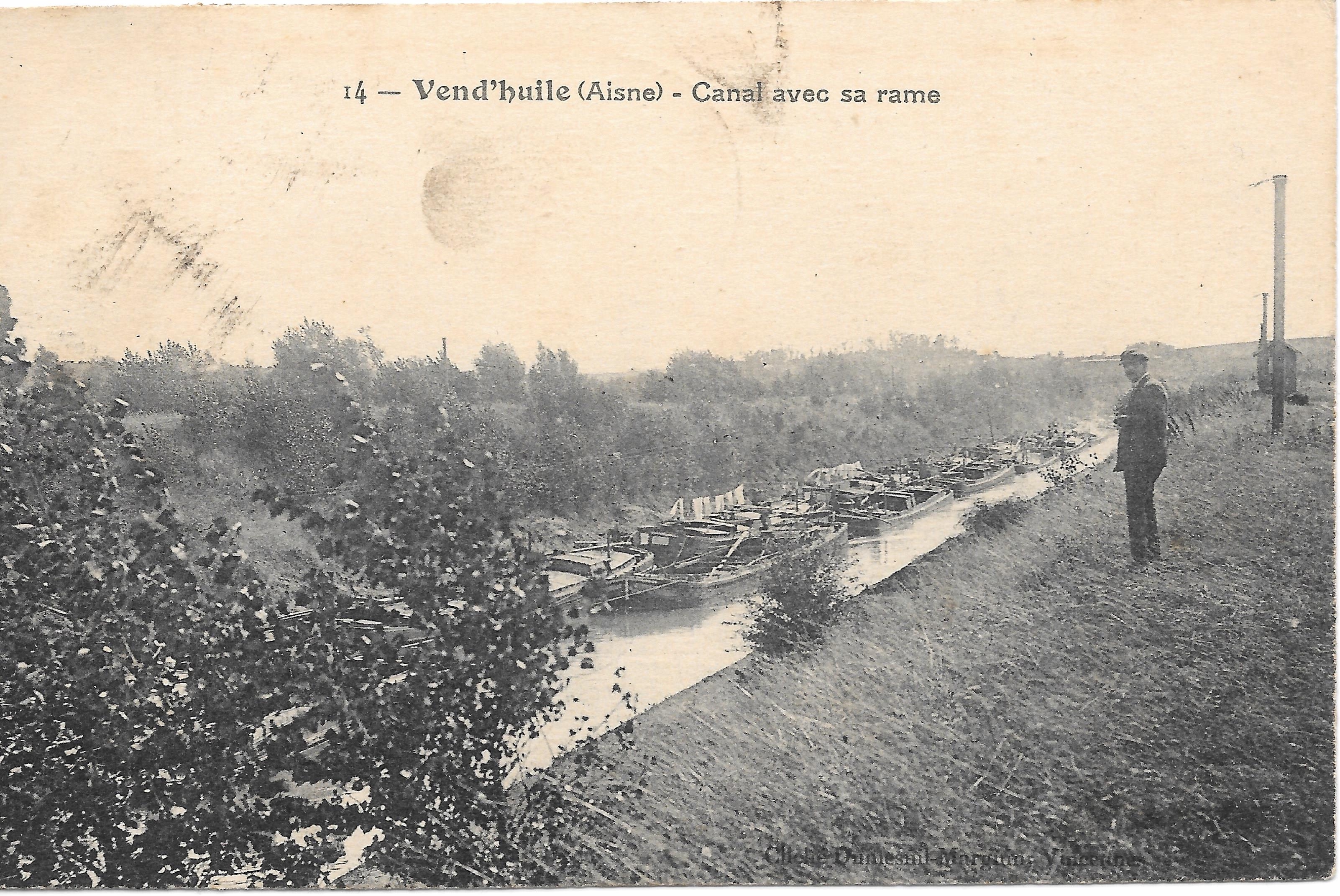
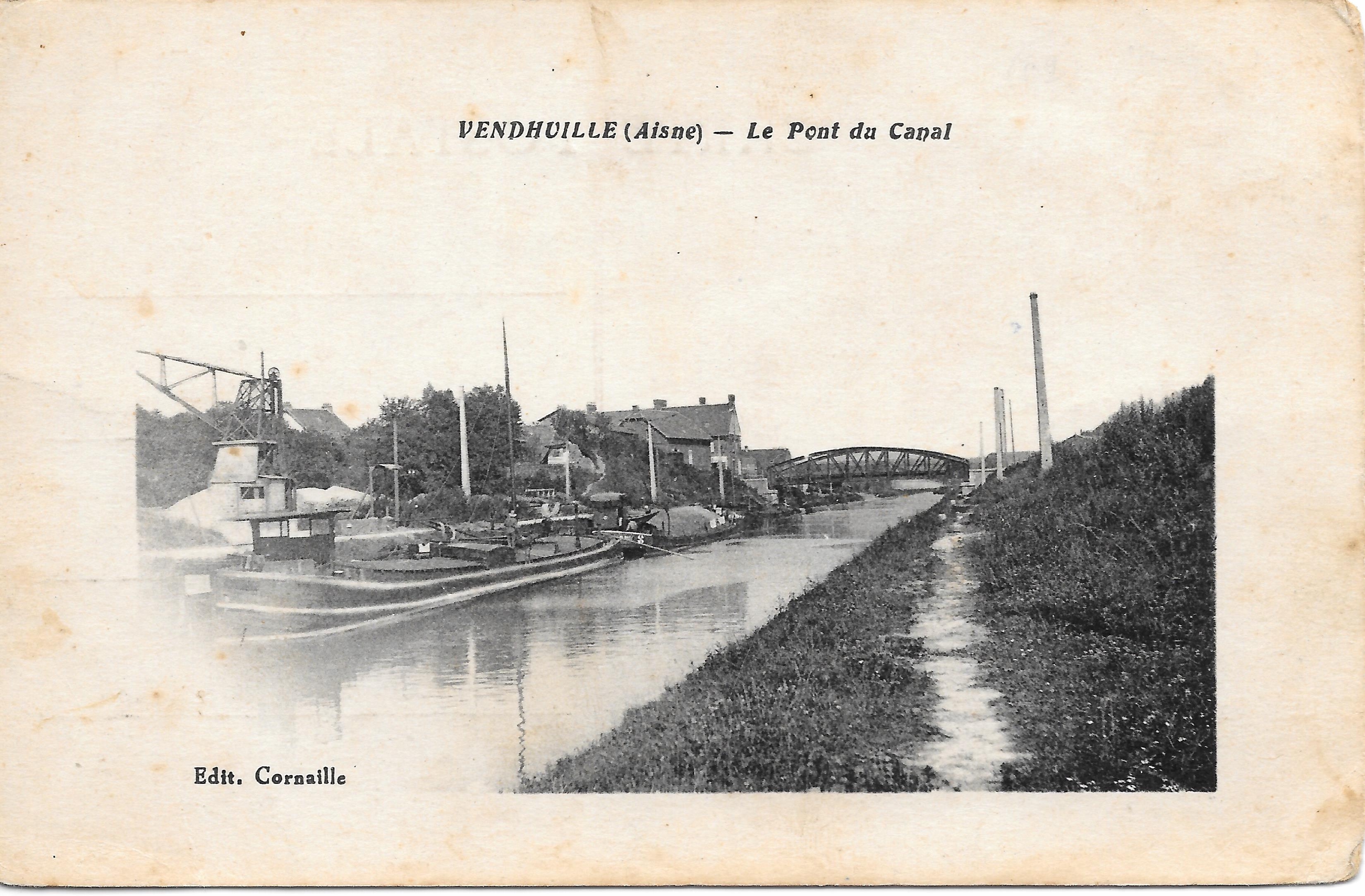